# Broomchloorfluorjoodmethaan
Broomchloorfluorjoodmethaan is een hypothetisch halogeenalkaan (meer bepaald een halomethaan) met als brutoformule CBrClFI. Het kan worden gezien als een methaanmolecuul waarbij de waterstofatomen vervangen zijn door de vier halogenen. Aangezien de vier liganden aan het koolstofatoom verschillend zijn van elkaar, ontstaat er een chiraal centrum. Hierdoor zijn er twee enantiomeren mogelijk. Vooralsnog is er geen syntheseroute voorhanden voor de productie van deze verbinding, laat staan in enantiozuivere vorm.